# Saxon Sharbino
Saxon Sharbino, född 11 juni 1999 i Texas, är en amerikansk skådespelare.
Sharboni har bland annat medverkat i TV-serien Touch från 2013. Hon har även medverkat i film Poltergeist från 2015 och Beyond the Law från 2019.

## Filmografi (i urval)
- 2010: I Spit on Your Grave
- 2013: Touch
- 2015: Poltergeist
- 2019: Beyond the Law